# هيربرت هيل (كرة سلة)
هيربرت هيل (بالإنجليزية: Herbert Hill)‏ مواليد 1 أكتوبر 1984 في أولم، هو لاعب كرة سلة أمريكي. بدأ مسيرته الاحترافية في سنة 2007. تم اختياره من قبل فريق يوتا جاز خلال الدرافت. يحمل الرقم 15. يبلغ طوله 6 قدم 10 بوصة (2.1 م).

## المسيرة الاحترافية
لعب مع بارانجي جينبرا سان ميغيل في سنة 2013، ثم لعب مع سول سامسونج ثندرز في موسم 2013–2014، ثم لعب مع المحرق البحريني في موسم 2014–2015.

## روابط خارجية
- هربرت هيل على موقع إن بي أي (الإنجليزية)
- هربرت هيل على موقع سبورتس رفرنس (الإنجليزية)
- هربرت هيل على موقع كرة السلة الأوروبية.كوم (الإنجليزية)
- هربرت هيل على موقع إي إس بي إن.كوم (الإنجليزية)
- هربرت هيل على موقع كلية كرة السلة في سبورتس رفرنس.كوم (الإنجليزية)
- هربرت هيل على موقع ريلجم (الإنجليزية)
- هربرت هيل على موقع بروبوليرز (الإنجليزية)
- هربرت هيل على موقع سبورتس رفرنس (الإنجليزية)